# Gancioveț, Gabrovo
Gancioveț (în bulgară Ганчовец) este un sat în comuna Dreanovo, regiunea Gabrovo,  Bulgaria. 

## Demografie
Componența etnică a satului Gancioveț
     Romi (6,87%)
     Bulgari (83,12%)
     Nicio identificare (10%)
     Altele (0%)
La recensământul din 2011, populația satului Gancioveț era de 160 locuitori. Din punct de vedere etnic, majoritatea locuitorilor (83,12%) erau bulgari, cu o minoritate de romi (6,87%). Pentru 10,0% din locuitori nu este cunoscută apartenența etnică.